# Fabiano Pereira da Costa
Fabiano Pereira da Costa (Marília, 6 de abril de 1978) é um ex-futebolista brasileiro que atuava como meio-campista.

## Carreira
Revelado nas categorias de base do São Paulo, Fabiano foi promovido aos profissionais em 1994 e conquistou diversos títulos pelo Tricolor, como a Copa CONMEBOL daquele ano, os Campeonatos Paulistas de 1998 e 2000, além do Torneio Rio-São Paulo de 2001. Em 2000, representou a Seleção Brasileira Sub-23 nos Jogos Olímpicos de Sydney.
Contratado pelo Internacional em 2002, conquistou o Campeonato Gaúcho daquele ano.
Em 2003 atuou pelo Santos, onde foi vice-campeão da Copa Libertadores da América.
Em seguida Fabiano passou por alguns clubes brasileiros e internacionais, como Albacete, da Espanha, e Necaxa, Puebla e América do México. Neste último, atuou em todas as partidas do time no Mundial de Clubes da FIFA de 2006.
Teve destaque também no Atlético Mineiro entre 2009 e 2010, onde marcou 12 gols em 40 partidas. Campeão do Campeonato Mineiro de 2010, foi eleito o melhor jogador da competição. Porém, no dia 17 de dezembro, o Galo anunciou que o contrato do jogador não seria renovado para a próxima temporada.
No dia 21 de janeiro de 2011, Fabiano foi anunciado oficialmente como reforço do Avaí. O jogador marcou seu primeiro gol pelo Leão no dia 17 de abril, numa goleada por 4–0 contra o Concórdia, na Ressacada, válida pela última rodada do returno do Campeonato Catarinense. Ao final do estadual, o Avaí não alcançou o seu objetivo não conquistando o título. Já pelo Campeonato Brasileiro, o time não fez uma boa campanha e acabou sendo rebaixado. Ao final da temporada, Fabiano deixou o clube.
Para a temporada de 2012, foi anunciado como reforço do Audax para a sequência da Série A2 do Campeonato Paulista.
Fabiano defendeu as cores do XV de Piracicaba em 2013, sendo este o seu último clube. O meio-campista anunciou a aposentadoria em junho, aos 35 anos de idade.

## Vida pessoal
Desde janeiro de 2001 é casado com Vanessa, filha do treinador Vanderlei Luxemburgo.

## Títulos
São Paulo
- Copa CONMEBOL: 1994
- Campeonato Paulista: 1998 e 2000
- Torneio Rio-São Paulo: 2001

Internacional
- Campeonato Gaúcho: 2002

Atlético Mineiro
- Campeonato Mineiro: 2010

Seleção Brasileira
- Torneio Pré-Olímpico: 2000